# Deventer (stacja kolejowa)
Deventer – stacja kolejowa w Deventer, w prowincji Overijssel. Posiada 1 peron.